# Sergey Kotenko
Sergey Vladimirovich Kotenko, né le 2 décembre 1956 à Alma-Ata en RSFS du Kazakhstan, est un poloïste international soviétique puis kazakh.

## Palmarès

### En club
- Dinamo Alma-Ata
  - Championnat d'URSS :
    - Vainqueur : 1981 et 1982.

  - Coupe de l'URSS :
    - Vainqueur : 1982

### En sélection
| - Union soviétique - Jeux olympiques : - Médaille d'or : 1980. - Médaille de bronze : 1988. - Championnat du monde : - Vainqueur : 1982. - Troisième : 1986. - Coupe du monde : - Vainqueur : 1981 et 1983. - Championnat d'Europe : - Vainqueur : 1983, 1985 et 1987 |  | - Kazakhstan - Championnat d'Asie : - Vainqueur : 1995. |